# Крутоборське сільське поселення
Крутобо́рське сільське поселення (рос. Крутоборское сельское поселение) — муніципальне утворення у складі Усть-Куломського району Республіки Комі, Росія. Адміністративний центр — селище Крутоборка.

## Населення
Населення — 0 осіб (2017, 0 у 2010, 96 у 2002, 2991 у 1989).

## Склад
До складу поселення входять такі населені пункти:
| Населений пункт    | Населення, осіб (1989) | Населення, осіб (2002) | Населення, осіб (2010) |
| ------------------ | ---------------------- | ---------------------- | ---------------------- |
| Крутоборка, селище | 2100                   | 74                     | -                      |
| Нюмид, селище      | 891                    | 22                     | -                      |